# Научно-исследовательский институт сетевого заражения
Научно-исследовательский институт сетевого заражения (англ. Network Contagion Research Institute, NCRI) — американская некоммерческая организация, занимающаяся мониторингом и анализом цифровой дезинформации, сетевого экстремизма и угроз информационной безопасности. Институт специализируется на выявлении сетевых угроз и разработке рекомендаций для государственных и частных организаций, способствующих повышению информационной безопасности и защите демократических ценностей.

## Деятельность
Институт был основан в 2018 году Джоэлом Финкельштейном и занимается исследованием цифрового экстремизма, антисемитизма и распространения конспирологических теорий в интернете. NCRI проводит мониторинг социальных сетей и других цифровых платформ для выявления паттернов дезинформации, координированных кампаний и угроз, нацеленных на подрыв демократических институтов и общественного порядка. В отчёте NCRI 2023 года под названием The Corruption of the American Mind рассматривается влияние катарского финансирования на распространение антидемократических и антисемитских настроений в университетах США.
NCRI также сотрудничает с научными учреждениями, включая Рутгерский университет, и использует их исследовательские мощности для анализа дезинформационных кампаний. Например, в рамках сотрудничества с Центром защиты и устойчивости сообществ при Рутгерском университете был проведен анализ антииндийской дезинформации, распространяемой через экстремистские сети в мессенджерах и социальных сетях, что позволило выявить кодовые слова и распространённые образы ненависти, направленные на индийское сообщество.

## Методы исследования
NCRI использует комплексные методы анализа данных и машинного обучения для мониторинга социальных сетей и выявления аномалий, связанных с потенциальными угрозами. В центре внимания института — изучение дезинформационных кампаний, в том числе с использованием искусственного интеллекта для анализа тональностей сообщений и их распространения по сетям. Такие методы позволяют выявлять новые тенденции в антисемитизме и ревизионизме, что помогло, в частности, проанализировать рост неонацистских настроений на крупных медиа-платформах.

## Финансирование
Как некоммерческая организация, NCRI поддерживается за счёт пожертвований и грантов, направляемых на исследования информационной безопасности и защиту демократических ценностей от сетевых угроз. Организация имеет статус 501(c)(3) и зарегистрирована как благотворительная, согласно налоговой классификации в США. NCRI привлекает средства от американских государственных и частных фондов, что обеспечивает независимость её исследований.